# Isola Obmannyj
L'isola Obmannyj (in russo Остров Обманный, ostrov Obmannyj, in italiano "isola ingannevole") è un'isola russa che fa parte dell'arcipelago di Severnaja Zemlja ed è bagnata dal mare di Kara.
Amministrativamente fa parte del distretto di Tajmyr del Territorio di Krasnojarsk, nel Distretto Federale Siberiano.

## Geografia
L'isola è situata lungo la costa occidentale dell'isola della Rivoluzione d'Ottobre, poco oltre l'imboccatura orientale del golfo Uzkij (залив Узкий, zaliv Uzkij). In particolare, si trova a circa 400 m dalla penisola Žiloj (полуостров Жилой, poluostrov Žiloj).
L'isola è di forma irregolare allungata (da nord-est a sud-ovest) con una lunghezza di 1,9 km e una larghezza di 1,6 km. 
Non ci sono rilievi importanti; il punto più elevato si trova nella parte meridionale e misura 15 m s.l.m.
Nella stessa zona, la costa si solleva in scogliere di 6 m d'altezza. È presente una rada vegetazione tipica della tundra, con erbe resistenti e licheni.

## Isole adiacenti
- Isola Zabor (остров Забор, ostrov Zabor), 3,8 km a nord-ovest.
- Isole di Kolosov (oстрова Колосова, ostrova Kolosova), 4,2 km a ovest.
- Isola Bazovyj (остров Базовый, ostrov Bazovyj), 1,5 km a ovest.